# Astou N'Diaye
Pour les articles homonymes, voir N'Diaye.
Astou N'Diaye, née le 5 novembre 1973 à Kaolack, est une joueuse sénégalaise de basket-ball, devenue entraîneuse de basket-ball.

## Biographie
Avec l'équipe du Sénégal de basket-ball féminin, elle participe aux championnats du monde de basket-ball féminin 1990, 1998, 2002 et 2006, ainsi qu'aux Jeux olympiques de 2000.
Elle est la sœur de la joueuse de basket-ball Fatime N'Diaye (en).

## Clubs
- 1997-1998 :  Reign de Seattle
- 1999-2003 :  Shock de Détroit
- 2000-2001 :  ŽBK Dynamo Moscou
- 2004 :  Fever de l'Indiana
- 2005-2006 :  MKB-Euroleasing Sopron
- 2006 :  Comets de Houston
- 2007 :  Storm de Seattle
- 2007-2008 :  Phard Napoli

## Palmarès
- Championnat d'Afrique de basket-ball féminin 2005